# 杉森大祐
杉森 大祐（すぎもり だいすけ、1983年10月22日 - ）は、日本の俳優。劇団「売込隊ビーム」のメンバーであった。

## 出演

### テレビドラマ
- 連続テレビ小説（NHK）
  - ちりとてちん 第50話（2007年度後期）
  - ウェルかめ（2009年度後期） - 堺修二 役
  - 純と愛 第5話 - 第7話（2012年度後期）
    - 富士子のかれいな一日（2013年4月20日）

  - あさが来た（2015年度後期） - 松田佑作（加野屋手代） 役
  - べっぴんさん 第99話（2016年度後期） - 長野和弘 役
  - わろてんかスピンオフ「ラブ&マンザイ〜LOVE and MANZAI」 2. 「リリコのボディーガード」（2018年4月21日、NHK BSプレミアム）
  - まんぷく 第117・119話（2018年度後期） - コマーシャルの声 役
  - スカーレット（2019年度後期） - 原下 役
  - おちょやん（2020年度後期） - 水田 役
  - カムカムエヴリバディ（2021年度後期） - 菊井三郎 役
  - 舞いあがれ!（2022年度後期） - 的場仁 役
- 万葉ラブストーリー 冬 棚田のマレビト（2010年、NHK） - 来栖恵一 役
- BS時代劇 猿飛三世 第6話・第8話（2012年、NHK）
- 新・ミナミの帝王（2010年9月21日、関西テレビ） - 先輩ボーイ 役
- ピロートーク〜ベッドの思惑〜 第4話「おひとりさまカラオケ」（2012年10月25日、関西テレビ） - カラオケ屋店員 役
- ガリレオ 第1シーズン 第一章（2007年10月15日、フジテレビ） - 帝大生 役
- 遺留捜査（2017年、テレビ朝日） - 大島章雄 役
- 日曜プライム おかしな刑事22（2020年） ‐ 大沼櫂（若い頃）
- クロシンリ 彼女が教える禁断の心理術（2021年4月23日 - 、関西テレビ）[2]
- コンビニ★ヒーローズ〜あなたのSOSいただきました!!〜 第8話（2022年11月30日〈予定〉、関西テレビ 他） - 優志 役[3]

### テレビバラエティ
- 雨上がりのやまとナゼ?しこ（朝日放送） - アダオ 役

### 映画
- ワナワナ。（2006年、秀監督）
- 阿波DANCE（2007年、長江俊和監督）
- 恋する彼女、西へ。（2008年、酒井信行監督）

### ラジオドラマ
- FMシアター（NHK-FM）
  - 『オーバーライト』（2025年2月22日） - 弟・雄次 役[4]

### CM
- 白鶴酒造 白鶴・まる（2011年）
- 日本赤十字社近畿ブロック血液センター 献血ってそうなんだ（2013年）
- J:COM 引越し早割キャンペーン（2014年）
- 北日本新聞 「第九」篇（2015年）
- IIJ もしもインターネットがなかったら 「SNS」篇（2016年）